# Aloe luapulana
Aloe luapulana é uma espécie de liliopsida do gênero Aloe, pertencente à família Asphodelaceae.